# Струмска мряна
Струмска мряна (Barbus strumicae) е вид сладководна риба от семейство Шаранови. Разпространена е в югоизточните части на Северна Македония и Босилеградско, Северна Гърция, и части от Югозападна България. Среща се по поречията и притоците на реките от Струма и Места, както и в Бешичкото езеро и източната част на Халкидическия полуостров.